# Obława (piosenka)
Obława – piosenka autorstwa Jacka Kaczmarskiego, napisana w 1974. Jest to wolne tłumaczenie piosenki rosyjskiego pieśniarza Włodzimierza Wysockiego Охота на волков (Ochota na wołkow, pol. Polowanie na wilki), którą Kaczmarski usłyszał pierwszy raz w domu reżysera Jerzego Hoffmana. Z tekstu Wysockiego Kaczmarski zapożyczył sytuację wyjściową (tytułowe polowanie), zmieniając melodię i tekst (zniknęły np. czerwone chorągiewki, symbol irracjonalnej bariery, którą wilk musi pokonać, a pojawiły się gończe psy).
Obławę i Przybycie tytanów Kaczmarski śpiewał wspólnie z Piotrem Gierakiem podczas Warszawskiego Jarmarku Piosenki w Klubie Remont. Wygrany występ stał się przepustką do XIV edycji Studenckiego Festiwalu Piosenki w Krakowie, na którym Kaczmarski wraz z Gierakiem zajęli pierwsze miejsce, a także otrzymali nagrodę dziennikarzy.
Obława jest jedną z najbardziej znanych piosenek Jacka Kaczmarskiego. Pieśń o konieczności obrony przed niesprawiedliwym światem stała się, podobnie jak Mury i Zbroja, hymnem Solidarności. Sam tekst doczekał się kontynuacji Obława II (z helikopterów) w 1983, Obława III (potrzask) z 1987, Obława IV z 1990. Obława II jest również swobodną adaptacją analogicznej pieśni Włodzimierza Wysockiego Oхота с вертолетов (Ochota z wiertoletow). 
Piosenka znalazła się także na ścieżce dźwiękowej filmu Młode wilki, bez wiedzy i zgody Kaczmarskiego. Odniesienie do piosenki znajduje się w tekście utworu Zapomniani bohaterowie, opublikowanym na albumie Lojalność grupy Hemp Gru. Inni wykonawcy tego utworu to Szklany Markiz, Zakopower i Paweł Kukiz (płyta "Siła i honor" z 2012).